# Фурсик Віталій Юрійович
Віталій Юрійович Фурсик (23 квітня 1984, м. Кременець, нині Україна — 18 жовтня 2015, м. Вінниця, Україна) — український військовослужбовець, сержант 14 ОМБр Збройних сил України, учасник російсько-української війни. Почесний громадянин Тернопільської області (2022, посмертно).

## Життєпис
Віталій Фурсик народився 23 квітня 1984 року в місті Кременці, що на Тернопільщині.
Служив у 1-му окремому мотопіхотному батальйоні 14-ї окремої механізованої бригади. Помер 18 жовтня 2015 року під час лікування у Військово-медичному клінічному центрі Центрального регіону м. Вінниці.
Похований в рідному місті.
Залишився син.

## Нагороди
- Почесний громадянин Тернопільської області (26 серпня 2022, посмертно)[1].
- Почесний громадянин міста Кременець (2019, посмертно)[2].

## Вшанування пам'яті
2018 року на корпусі Кременецького професійного ліцею відкрито пам'ятну дошку, випускникові навчального закладу, учаснику АТО Віталію Фурсику.
2017 року на території Кременецького ліцею ім. Уласа Самчука відкрили капличку з фігурою Божої Матері «Скорботної» на честь усіх загиблих Героїв під час Майдану та російсько-української війни. Серед 6 Героїв, яким присвячена капличка — Віталій Фурсик.